# The Age

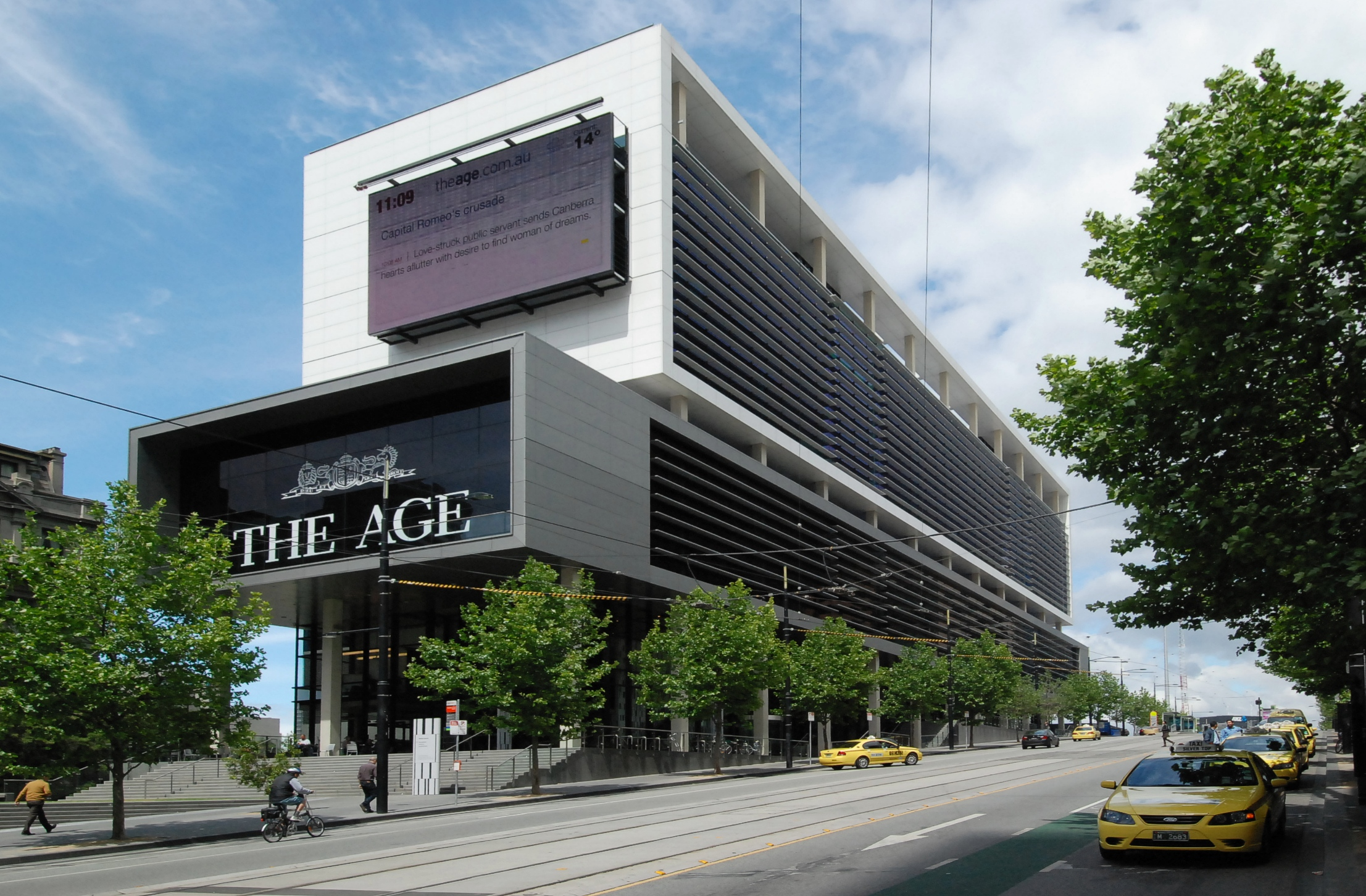
Sede do jornal

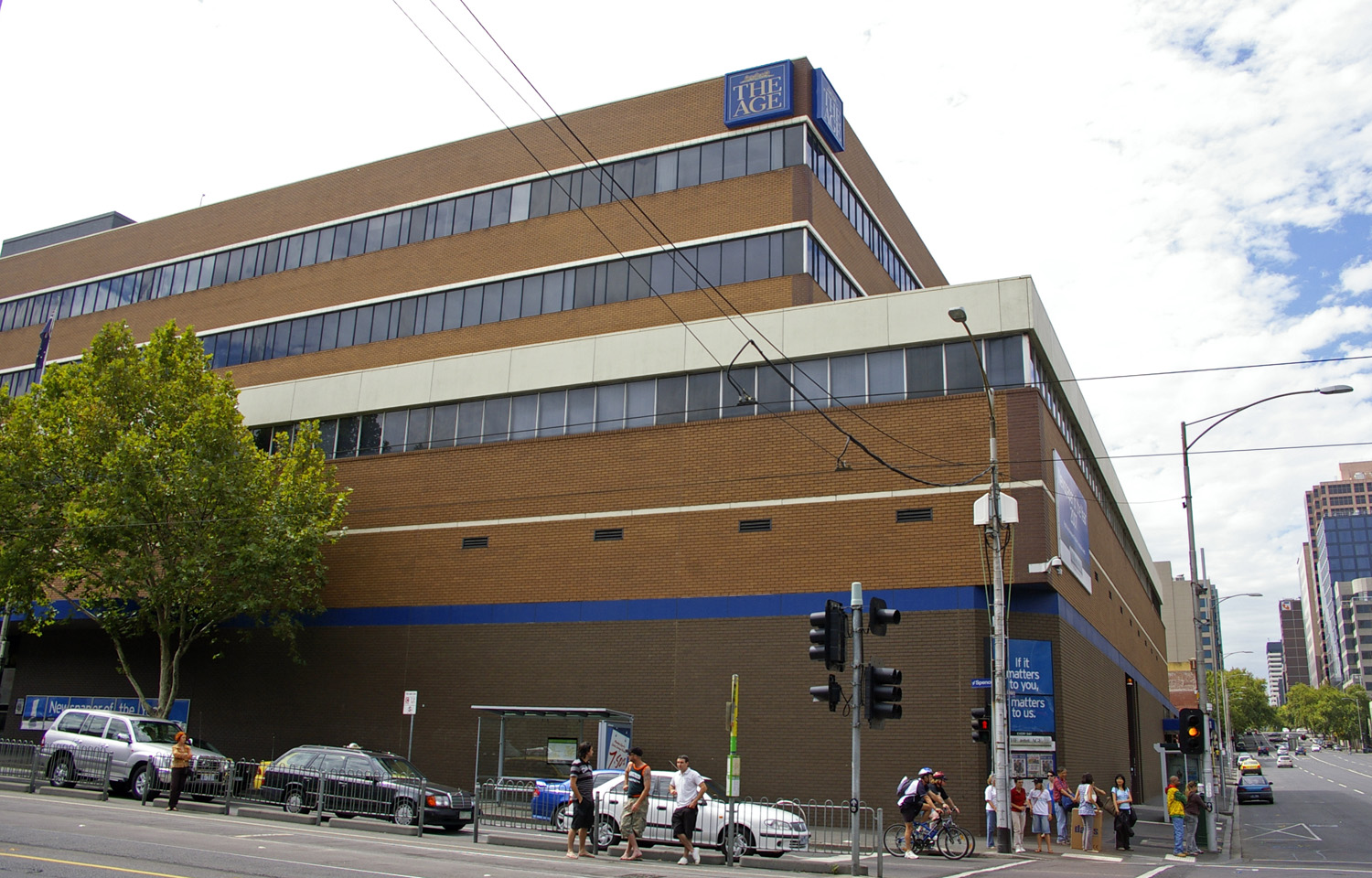
Antiga sede do jornal

The Age é um jornal de circulação diária publicado em Melbourne, na Austrália, desde 1854. Foi fundado por três empresários, os irmãos John Cooke e Henry Cooke, que havia chegado da Nova Zelândia na década de 1840, e Walter Powell. A primeira edição foi publicada em 17 de outubro de 1854.
O periódico, atualmente, tem uma média semanal de circulação de 196.250, aumentando para 292.250 aos sábados.